# پاکو کریگ (بازیکن فوتبال)
پاکو کریگ (انگلیسی: Paco Craig؛ زادهٔ ۱۹ اکتبر ۱۹۹۲) بازیکن فوتبال اهل بریتانیا است.